# Leslie Stratton
Leslie Rae Stratton, född 9 juli 1992 i Bedford i New Hampshire, är en svensk-amerikansk idrottare som tävlar i skeleton och softboll. Sedan 2018 tävlar hon för Sverige.

## Biografi
Stratton och hennes syskon har svensk mamma och amerikansk pappa och därför dubbla medborgarskap. Hon är född och uppvuxen i Bedford i New Hampshire och Falun i Dalarna men bor nu och tränar i Park City, Utah.
Hon arbetar som Special Projects Research Analyst på en fastighetsbyrå i Park City.

## Skeleton
Leslie började sin kälksportkarriär som bobåkare säsongen 2014-2015. Säsongen efter började hon med skeleton. Hon tävlade för Team USA i fyra år innan hon 2018 valde att byta nation och istället börja tävla för Sverige. Nationellt tävlar hon för Vitsippdalens Skeletonklubb.
Stratton har mestadels tävlat i Nordamerika och 
IBSFs North American Cup (NAC), där hon säsongen 2018/2019 slutade tvåa. Samma säsong vann hon också den första internationella guldmedaljen i skeleton för Sverige i Park City, Utah. 
Stratton har som skeletonåkare deltagit för Sverige i VM (som bäst plats 21), Världscupen (som bäst plats 18), EM (som bäst plats 17) och flera tävlingar i Europacupen med goda placeringar i både Lillehammer (Norge) och La Plange (Frankrike).

## Softboll
Efter en karriär softbollspelare (positionen "utility player") på St. Lawrence University i nordligaste New York flyttade Stratton till Sverige några år och spelade för Skövde Saints och sedan 2013 det svenska landslaget i softboll.